# Petite musaraigne
Cryptotis parva
Espèce
Synonymes
- Cryptotis parva[2]
- Cryptotis parvus (Say, 1823) - (préféré par NCBI)[2]

Statut de conservation UICN

 LC  : Préoccupation mineure
La Petite musaraigne (Cryptotis parva) est une espèce de mammifères de la famille des Soricidae. C'est l'une des plus petites espèces de mammifères avec une taille maximale de seulement 75 mm.

## Liste des sous-espèces
Selon Catalogue of Life (29 juin 2019) :
- sous-espèce Cryptotis parva berlandieri (Baird, 1858)
- sous-espèce Cryptotis parva floridana (Merriam, 1895)
- sous-espèce Cryptotis parva parva (Say, 1823)
- sous-espèce Cryptotis parva pueblensis Jackson, 1933
- sous-espèce Cryptotis parva soricina (Merriam, 1895)